# Slip of the Tongue
| 전문가 평가                      | 전문가 평가 |
| 평가 점수                        | 평가 점수   |
| 출처                             | 점수        |
| -------------------------------- | ----------- |
| AllMusic                         | [ 1 ]       |
| Christgau's Record Guide         | (D)         |
| Collector's Guide to Heavy Metal | 7/10        |
| Rolling Stone                    | [ 4 ]       |

《Slip of the Tongue》는 1989년에 발매된 영국의 하드 록 밴드 화이트스네이크의 여덟 번째 스튜디오 음반이다. 이 음반은 영국 음반 차트와 미국 빌보드 200에서 모두 10위로 정점을 찍었다. 음반에는 〈Fool for Your Loving〉, 〈The Deeper the Love〉, 〈Now You're Gone〉, 〈Judgement Day〉라는 네 개의 싱글이 발매되었다. 모든 싱글들이 미국 메인스트림 록 트랙 톱 40을 강타했고, 그 중 두 곡은 〈The Deeper the Love〉와 〈Fool for Your Loving〉이 톱 5를 깼다. 《Slip of the Tougue》는 미국에서 백만장 이상이 팔리며 플래티넘에 도달했다.
〈Fool for Your Loving〉은 원래 《Ready an' Willing》에 나왔지만, 이번 음반으로 다시 녹음되었다.

## 발매
이 음반은 1989년 말에 마침내 발매되었고, 미국 빌보드 200 차트 10위에 올라 플래티넘을 기록했다. 아드리안 반덴버그는 주요 공동 작곡가로 인정받았고, 스티브 바이는 음반에 수록된 "모든 기타 책임을 다한다"는 공로를 인정받아 밴드의 모든 뮤직비디오에 출연했다.

## 투어
이 음반의 월드 투어는 이 밴드가 지금까지 수행했던 것 중 가장 규모가 컸으며, 세 번째 출연과 유명한 몬스터즈 오브 록 페스티벌의 두 번째 헤드라이닝이 포함되었다. 투어 후, 커버데일은 밴드를 접고 지미 페이지와 함께 일하기 시작한 1991년 후반까지 음악 사업에서 휴식을 취했고, 그 결과 1993년 음반 《Coverdale–Page》가 나왔다.

## 곡 목록
모든 곡들은 특별한 언급이 없는 한 데이비드 커버데일과 아드리안 반덴버그에 의해 작사/작곡하였다.
| #   | 제목                         | 작사·작곡                        | 재생 시간 |
| --- | ---------------------------- | -------------------------------- | --------- |
| 1.  | 〈Slip of the Tongue〉       |                                  | 5:20      |
| 2.  | 〈Cheap an' Nasty〉          |                                  | 3:28      |
| 3.  | 〈Fool for Your Loving '89〉 | 커버데일, 버니 마즈든, 미키 무디 | 4:10      |
| 4.  | 〈Now You're Gone〉          |                                  | 4:11      |
| 5.  | 〈Kittens Got Claws〉        |                                  | 5:00      |
| 6.  | 〈Wings of the Storm〉       |                                  | 5:00      |
| 7.  | 〈The Deeper the Love〉      |                                  | 4:22      |
| 8.  | 〈Judgment Day〉             |                                  | 5:15      |
| 9.  | 〈Slow Poke Music〉          |                                  | 3:59      |
| 10. | 〈Sailing Ships〉            |                                  | 6:02      |